# Andreas Thom
Andreas Thom (ur. 7 września 1965 w Rüdersdorf bei Berlin) – niemiecki piłkarz występujący na pozycji napastnika. Trener piłkarski.

## Kariera klubowa
Thom treningi rozpoczął w 1971 roku w TSG Herzfelde. W 1974 roku przeszedł do juniorów zespołu BFC Dynamo. W 1983 roku został włączony do jego pierwszej drużyny, grającej w DDR-Oberlidze. Zadebiutował w niej 22 października 1983 roku w wygranym 5:0 pojedynku z FC Karl-Marx-Stadt. 17 grudnia 1983 roku w wygranym 4:0 spotkaniu z Lokomotive Lipsk strzelił pierwszego gola w DDR-Oberlidze. Wraz z Dynamem Thom zdobył pięć mistrzostw NRD (1984, 1985, 1986, 1987, 1988), dwa Puchary NRD (1988, 1989) oraz Superpuchar NRD (1989). W sezonie 1987/1988 z 20 bramkami na koncie został także królem strzelców DDR-Oberligi.
Na początku 1990 roku Thom przeszedł do Bayeru 04 Leverkusen. W Bundeslidze pierwszy raz wystąpił 17 lutego 1990 roku w wygranym 3:1 spotkaniu z FC Homburg, w którym zdobył także gola. W 1993 roku zdobył z zespołem Puchar Niemiec. Przez pięć lat w barwach Bayeru zagrał 161 razy i zdobył 36 goli.
W 1995 roku Thom podpisał kontrakt ze szkockim Celtikiem. W jego barwach rozegrał 71 spotkań i strzelił 14 bramek. Na początku 1998 roku wrócił do Niemiec, gdzie został graczem Herthy BSC z Bundesligi. Zadebiutował tam 31 stycznia 1998 roku w wygranym 1:0 meczu z VfL Wolfsburg, w którym zdobył także bramkę. W 2001 roku wywalczył z klubem Puchar Ligi Niemieckiej. W tym samym roku zakończył karierę.

## Kariera reprezentacyjna
10 października 1984 roku w wygranym 5:2 towarzyskim meczu z Algierią Thom zadebiutował w reprezentacji NRD. 6 lutego 1985 roku w wygranym 3:2 towarzyskim spotkaniu z Ekwadorem strzelił w niej pierwszego gola. Do 1990 roku w kadrze NRD rozegrał 51 spotkań i zdobył 16 bramek.
W reprezentacji Niemiec Thom zadebiutował 19 grudnia 1990 roku w wygranym 4:0 towarzyskim pojedynku ze Szwajcarią, w którym zdobył także gola. W 1992 roku został powołany do kadry na Mistrzostwa Europy. Zagrał na nich tylko w przegranym 0:2 finale turnieju z Danią.
W latach 1990–1994 w barwach reprezentacji Niemiec zagrał 10 razy i zdobył 2 bramki.

## Kariera trenerska
Od 4 grudnia do 17 grudnia 2003 roku Thom był tymczasowym trenerem Herthy BSC. Przez ten czas poprowadził ją w trzech meczach Bundesligi, z Borussią Dortmund (1:1), TSV 1860 Monachium (1:1) oraz 1. FC Köln (0:3). W 2010 roku rozpoczął pracę jako trener Herthy U-17.